# LCワールド本巣
LCワールド本巣（エルシーワールドもとす）は、岐阜県本巣市政田に所在するショッピングセンター。
当初は「真正リオワールドショッピングセンター」（リオワールド真正）の名称でリオ横山ホールディングスが設置・運営していた。2011年（平成23年）9月7日付でロジコムへ売却され、名称変更された。
かつての本館は2016年（平成28年）10月25日付で閉鎖し、2017年（平成29年）6月から9月にかけて取り壊された。なお、別館のウェルネスモールは引き続き営業を続け、2018年（平成30年）には以前のようなモール型ではないものの、本館跡地に別の店舗が営業開始した上で再始動した。

## 概要
1992年（平成4年）11月3日に当時の本巣郡真正町に「真正リオワールドショッピングセンター」（リオワールド真正）として開店。2階建の本館のほか、フィットネスクラブや医療専門のウェルネスモール、その他の単独店舗で構成され、敷地面積は100,000m2、延床面積は36,000m2、売場面積は26,175m2。近くにあるリバーサイドモールと合わせて6,400台の無料駐車場があった。なお、リバーサイドモールの敷地差押えにより縮小されている。
当初のキーテナントはイズミヤで、のちに食料品はトミダヤに変更され、イズミヤは衣料品等のみに縮小。さらに2009年（平成21年）1月31日をもってイズミヤは全面撤退した。同年4月26日にイズミヤが撤退した場所を利用して平成楽市楽座が開店したが、その後閉店している。
2011年（平成23年）9月1日付で運営会社「本巣ショッピングワールド」（資本金1000万円）を設立、9月7日付でジャスダック上場の不動産企業「ロジコム」へ運営会社と施設建物を売却した。これに伴い「LCワールド本巣」に名称変更された。リオ横山ホールディングスは近隣でリバーサイドモールも運営していたが、こちらも2010年9月に売却している。
2015年（平成27年）12月31日をもって本館専門店すべてが閉店。本館にはトミダヤが残るのみとなり、本館2階は閉鎖された。
2016年（平成28年）4月20日でトミダヤも営業規模を大幅に縮小し、タマネギの無人販売所になった。これは運営会社との契約上、最低でも1種類は商品を売る必要があるために、傷みにくく無人販売に適するタマネギを売っていたという。同年10月25日付でトミダヤの無人販売も撤退し、本館は閉鎖された。
2017年（平成29年）に本館は解体された。なお、ウェルネスモールおよび西エリアには、同年時点でも営業している店舗がある。また、西エリアの一部は東海環状自動車道が通る予定のため、用地確保のため本館閉鎖前に解体され更地にされた場所がある。
2018年（平成30年）4月19日に本館跡地に、岡山県の大黒天物産が運営するディスカウントショップ「ラ・ムー本巣店」とセリアLCワールド本巣店をオープンし、以前のようなモール型ではないが「LCワールド本巣（2代目）」として再始動した。同年5月にはセブン-イレブン、7月にはドラッグストアのゲンキーがそれぞれオープンした。
2023年（令和5年）4月6日、ワークマンの新業態の東海地方1号店（ワークマン女子本巣真正店）を出店。

## 主なテナント

### 本館
閉鎖。閉鎖直前は、テナント数は1つとなっていた。
- トミダヤ - 閉鎖時はタマネギの無人販売所のみとなっていた。

### ウエルネスモール
テナント数は5。
- エンジェル
- 美容院Dramatic
- ミュウデンタルクリニック
- ルネサンス（スポーツクラブ）
- リハプライド（リハビリ）

### 西エリア
テナント数は5。
- CoCo壱番屋
- イエローハット（2016年（平成28年）1月12日より改装工事のために閉店し、5月26日より再開）
- 餃子の王将
- とんかつの田なか屋
- Clipper

## 営業時間
- 年中無休。
- 10:00 - 20:00（西エリア、ウエルネスモールは各テナントで異なる）。

## 交通アクセス

### 自動車（自家用車）
- 岐阜県道53号岐阜関ケ原線

### バス
- 岐阜バス「イオンタウン本巣」バス停下車南東へ徒歩で約10分。